# Álvaro Iglesias
Álvaro Iglesias Marcos (Madrid, Comunidad de Madrid, 1 de marzo de 1993) es un jugador de hockey sobre hierba español. Disputó los Juegos Olímpicos de Río de Janeiro 2016 con España, obteniendo un quinto puesto y diploma olímpico.

## Participaciones en Juegos Olímpicos
- Río de Janeiro 2016, puesto 5.
- Tokio 2020, puesto 8.